# Sebastián Ariel Méndez Pardiñas
Sebastián Ariel Méndez Pardiñas (Buenos Aires, 4 de juliol de 1977) és un futbolista argentí, que ocupa la posició de defensa. Ha militat en el Vélez Sarsfield, San Lorenzo i Banfield al seu país. Entre 2002 i 2006 va jugar al Celta de Vigo gallec.
Ha estat dues vegades internacional amb la selecció argentina.

## Títols
- Libertadores 1994
- Intercontinental 1994
- Apertura 1995
- Clausura 1996, 1998, 2007
- Interamericana 1995
- Sudamericana 1995
- Recopa Sudamericana 1997